# Franz Krauthausen
Franz Krauthausen (* 27. Februar 1946 in Oberhausen) ist ein ehemaliger deutscher Fußballspieler.

## Karriere

### Jugend / SC Jülich (1954–1965)
Vom achten bis fünfzehnten Lebensjahr war Krauthausen in der Jugendabteilung des FC Germania Dürwiß aktiv. 1961 wechselte er in die Jugendabteilung des SC Jülich 1910, bei der er mit sofortiger Sondergenehmigung in der A-Jugend eingesetzt wurde. Jugendobmann Joseph Krott – „Macher“ der Nachwuchsarbeit – hatte großen Anteil daran und wirkte prägend auf Krauthausen. Dieser setzte sich in der Saison 1964/65 nicht nur in der 1. Mannschaft durch, sondern war auch Garant für den Aufstieg in die Landesliga.

### 1. FC Köln (1965–1966)
In der Saison 1965/66 stand Franz Krauthausen beim Bundesligisten 1. FC Köln unter Vertrag, debütierte bereits am 21. August 1965 (2. Spieltag) beim Gastspiel in Kaiserslautern und erzielte bei der 2:3-Niederlage mit der zwischenzeitlichen 2:1-Führung auch gleich sein erstes Bundesligator.
Der ständige Konkurrenzkampf mit Anton Regh, Ole Sørensen und Leo Wilden um den strittigen elften Platz im Team von Trainer Georg Knöpfle in der Saison 1965/66 und die Verpflichtungen von Heinz Flohe, Jürgen Jendrossek und Karl-Heinz Struth zur Saison 1966/67 ließen ihn nach 11 Liga- (4 Tore), zwei DFB-Pokal- und zwei Europapokal-Spielen (2 Tore, beim 4:0-Auswärtssieg bei Union Luxemburg) zu Rot-Weiß Oberhausen in die Regionalliga West abwandern.

### Rot-Weiß Oberhausen (1966–1971)
Am 21. August 1966 bestritt Krauthausen sein Auftaktspiel beim 2:0-Heimsieg über Westfalia Herne und zeichnete sich am dritten Spieltag erstmals als Torschütze aus. Im dritten Jahr der Zweitklassigkeit wurde er mit seinem Verein Regionalliga-Meister im Westen (vor Rot-Weiss Essen und dem VfL Bochum), qualifizierte sich damit für die Aufstiegsrunde zur Bundesliga und setzte sich knapp gegen den Freiburger FC und den SV Alsenborn durch.
Für die Kleeblätter spielte er fünf Jahre, die letzten beiden – bedingt durch den Aufstieg 1969 – in der Bundesliga, in der er in 57 Spielen 12 Treffer erzielte und dreimal (3 Tore) im DFB-Pokal-Wettbewerb zum Einsatz kam. Seine spielerische Klasse, individuelle Dribbel-Qualität, Schusskraft und Kombinationsgabe blieb den Bundesliga-Konkurrenten nicht verborgen, sodass er zur Saison 1971/72 vom FC Bayern München verpflichtet wurde.

### FC Bayern München (1971–1973)
Beim FC Bayern München hatte Krauthausen einen Start nach Maß: Am 14. August 1971 (1. Spieltag) erzielte er vor heimischen Publikum das 1:1-Unentschieden zur Halbzeit gegen Fortuna Düsseldorf, gegen die die Bayern am Ende mit 3:1 Toren gewannen. Mit 29 Spielen und fünf Toren – sowie dem Mitwirken im de-fakto Meisterschaftsendspiel – das die Bayern am 28. Juni 1972, erstmals im Olympiastadion spielend, 5:1 gegen Schalke 04 gewannen – an der Seite von Franz Roth, Rainer Zobel und Uli Hoeneß, trug er zum Gewinn der Meisterschaft bei – der dritten der Münchner.
Im DFB-Pokal-Viertelfinale 1971 kam das Aus für den FC Bayern gegen den 1. FC Köln. Der Wettbewerb wurde im Hin- und Rückspielmodus ausgetragen und deshalb konnten die Rheinländer sich trotz der 0:3-Niederlage in München mit einem sensationellen 5:1-Heimsieg am 12. April 1972 durchsetzen. Das Spiel wurde, ob der Begleiterscheinungen, von der Presse mit „Die Schlacht von Köln“ tituliert. Bayern-Stürmer Wolfgang Sühnholz erlitt einen Beinbruch; Ersatztorhüter Manfred Seifert musste mit Brustkorb-Verletzungen ausgewechselt werden; Franz Krauthausen wurden auf dem Weg zur Kabine Zähne ausgeschlagen.
1972/73 trug Krauthausen mit 29 Spielen und vier Toren zur Titelverteidigung mit der damaligen Rekordmarge von elf Punkten auf Vizemeister Köln bei – während indes sein ehemaliger Verein, Rot-Weiß Oberhausen, den Abstieg nicht verhindern konnte.
Der ballgewandte Mittelfeldspieler erlebte mit den Bayern im Europapokal der Pokalsieger (6 Spiele; 1 Tor) und in der Folgesaison im Europapokal der Landesmeister (4 Spiele) auch die Atmosphäre europäischer Vereinsspiele gegen Škoda Plzeň, beim FC Liverpool, bei Steaua Bukarest und im Halbfinal-Hinspiel gegen den späteren Sieger Glasgow Rangers bzw. gegen Galatasaray Istanbul, bei Omonia Nikosia und beim Viertelfinal-Aus gegen Titelverteidiger Ajax Amsterdam nach einer 0:4-Niederlage.

### FC Schalke 04 (1973–1975) und Karriereausklang
Von 1973 bis 1975 stand Krauthausen beim FC Schalke 04 unter Vertrag, für den er in zwei Spielzeiten lediglich auf sechs Einsätze kam – sein letzter am 14. Mai 1975 (34. Spieltag) beim 3:0-Heimsieg über Tennis Borussia Berlin – und als Dauerverletzter 1975 mit nur 29 Jahren seine aktive Profikarriere beendete. Es folgten Stationen von nur kurzer Dauer beim Amateurverein Sterkrade 06/07 sowie bei diversen Franchises in den Vereinigten Staaten und dem FC Volendam in den Niederlanden. Seine letzte Station war in den 1980ern wieder der SC Jülich 1910 in der OL Nordrhein, wo er aber nicht mehr Fuß fassen konnte. In Jülich und Oberhausen genießt Franz, dessen zweiter Spitzname „Bottes“ lautete, Kultstatus unter den Fans.

## Erfolge
- Deutscher Meister 1972, 1973 mit dem FC Bayern München

## Bemerkenswertes
- Peter Maaßen, 1969 Präsident von Rot-Weiß Oberhausen, sagte vor dem Ende der Aufstiegsrunde, dass „ein besoffener Krauthausen immer noch besser […] als viele andere nüchtern“ sei. Grund war, dass Krauthausen mit anderen Spielern im Glauben, nicht aufgestiegen zu sein, einen ausgedehnten Zug durch die Gaststätten gemacht hatte.[1]
- Krauthausen wurde immer nur „schwatter Franz“ genannt. Grund war seine schwarze Haarfarbe und die Neigung seiner Haut, sehr schnell eine dunkle Brauntönung zu erlangen.[1]
- 2004 wurde er in die Jahrhundert-Elf von Rot-Weiß Oberhausen aufgenommen.

## Sonstiges
Krauthausen lebt als Rentner in Schliengen bei Lörrach.